# George H. Brown
Pour les articles homonymes, voir George Brown (homonymie).
George Hambley Brown est un producteur de cinéma et un scénariste britannique né le 24 juillet 1913 à Londres (Angleterre) et mort le 3 janvier 2001 à New York (État de New York).

## Biographie
George Hambley Brown est élevé par des membres de sa famille à Barcelone, après que son père, un pilote du Royal Flying Corps, est fait prisonnier après avoir été abattu par les Allemands au cours de la Première Guerre mondiale. Il exerce un certain nombre de métiers en relation avec le spectacle (cascadeur, figurant, chanteur, danseur) avant que sa connaissance de l'espagnol lui permette de devenir troisième assistant de Reginald Denham sur le tournage de The House of the Spaniard (en) (1936), tourné en partie en extérieurs dans les Pyrénées. Lorsque Charles Laughton et Erich Pommer créent leur propre société de production Mayflower Productions (en) en 1937, Brown devient assistant à la production sur les trois films qu'ils produiront, dont La Taverne de la Jamaïque (Jamaica Inn) d'Alfred Hitchcock. C'est sur ce tournage qu'il rencontre Maureen O'Hara, avec qui il se marie.
Après la dissolution de Mayflower Productions, Brown est engagé par les Ealing Studios, où il travaille sur Le Feu qui couve (en) (The Proud Valley), un drame social sur la condition des mineurs de charbon. Pendant la guerre, il se rend au Canada pour être producteur associé sur le thriller 49e Parallèle (49th Parallel) de Michael Powell et Emeric Pressburger. Peu après il est appelé par le Ministère de l'Air pour rejoindre l'unité cinéma de la RAF dans le désert nord-africain.
Après la guerre, il se marie avec Bettina Kohr, l'attachée de presse de Laurence Olivier et s'associe avec Peter Ustinov, avec qui il produit plusieurs films. En 1948, il est le seul producteur de Wagon-lit pour Trieste (en) (1948).

## Filmographie (sélection)

### comme producteur
- 1941 : 49e Parallèle (49th Parallel) de Michael Powell
- 1948 : Wagon-lit pour Trieste (en) (Sleeping Car to Trieste) de John Paddy Carstairs
- 1951 : Hôtel Sahara de Ken Annakin
- 1952 : Ménage sans bonne (Made in Heaven) de John Paddy Carstairs
- 1953 : Aventures à Berlin (Desperate Moment) de Compton Bennett
- 1954 : Moana, fille des tropiques (The Seekers) de Ken Annakin
- 1956 : Jacqueline de Roy Ward Baker
- 1957 : Le Prisonnier du Temple (Dangerous Exile) de Brian Desmond Hurst
- 1958 : Rooney de George Pollock
- 1961 : Le Train de 16 h 50 (Murder She Said) de George Pollock
- 1963 : Meurtre au galop (Murder at the Gallop) de George Pollock
- 1964 : Les Canons de Batasi (Guns at Batasi) de John Guillermin
- 1966 : L'Aventure sauvage (The Trap) de Sidney Hayers
- 1971 : Violence en Sous-Sol (Revenge) de Sidney Hayers
- 1971 : Meurtre à haute tension (Assault) de Sidney Hayers
- 1972 : Nid d'espions à Istambul (Innocent Bystanders) de Peter Collinson

### comme scénariste
- 1951 : Hôtel Sahara de Ken Annakin
- 1952 : Ménage sans bonne (Made in Heaven) de John Paddy Carstairs
- 1953 : Aventures à Berlin (Desperate Moment) de Compton Bennett